# John Lester Hubbard Chafee
John Lester Hubbard Chafee (Providence, 22 ottobre 1922 – Washington, 24 ottobre 1999) è stato un politico statunitense.

## Biografia
Fu il dodicesimo segretario della marina statunitense sotto il presidente degli Stati Uniti d'America Richard Nixon.
Molti dei suoi familiari erano coinvolti nella politica, da suo bisnonno Henry Lippitt ai suoi zii Charles Warren Lippitt e Zechariah Chafee. Il suo percorso scolastico lo portò prima alla Deerfield Academy e poi all'università di Yale.
Sposò Virginia Coates Chafee, con cui ebbe 4 figli; uno di questi, Lincoln, lo ha succeduto nella carica di senatore del Rhode Island alla sua morte ed è stato anche governatore dello stesso Stato.
Durante la seconda guerra mondiale partecipò alla battaglia di Okinawa e alla campagna di Guadalcanal.

## Riconoscimenti
Il cacciatorpediniere USS Chafee (DDG-90) è stato chiamato così in suo onore.